# Inoue Shigeyoshi

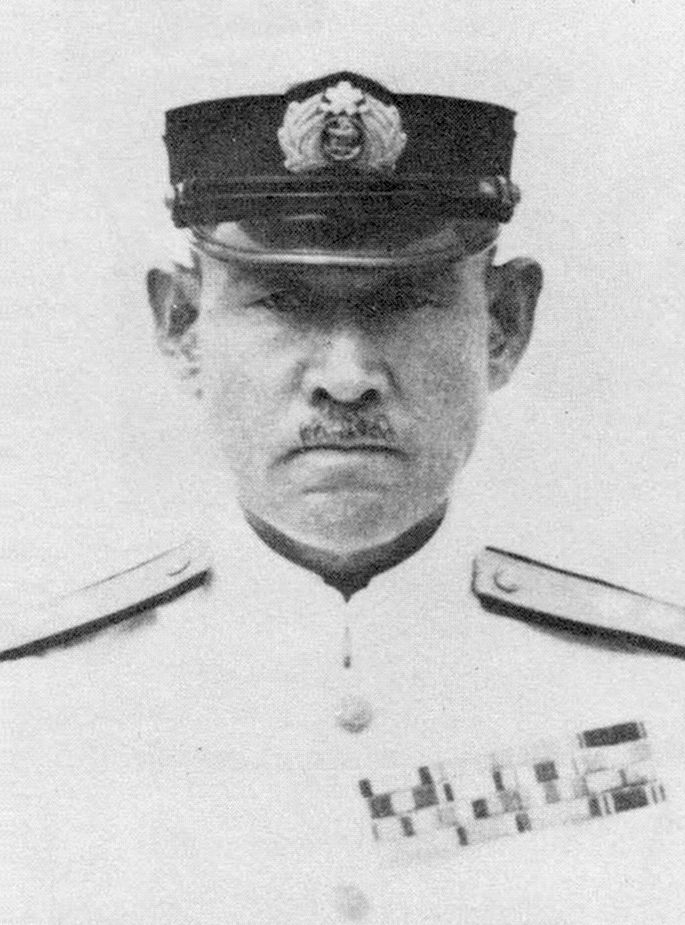
Inoue Shigeyoshi

Inoue Shigeyoshi (jap. 井上 成美, auch Inoue Seibi gelesen; * 9. Dezember 1889 in Sendai; † 15. Dezember 1975 in Yokosuka) war ein japanischer Admiral.

## Leben
Inoue schloss 1909 die Marineoffiziersakademie als Zweitbester seines Jahrgangs ab. In der Zeit nach dem Ersten Weltkrieg diente er als Marineattaché in der Schweiz und in Frankreich, bevor er von 1922 bis 1924 die Marinehochschule besuchte. Von 1927 bis 1929 folgte ein weiterer Aufenthalt in Europa als Marineattaché in Italien. Von 1933 bis 1935 befehligte Inoue als Kapitän das Schlachtschiff Hiei, das zu dieser Zeit als Schulschiff eingesetzt wurde. Anschließend diente er im Range eines Konteradmirals als Stabschef im Marinedistrikt Yokosuka. Im Oktober 1937 wurde er zum Leiter des Büros für Marineangelegenheiten ernannt. Zwei Jahre später wurde er Stabschef der China-Gebietsflotte und in dieser Stellung zum Vizeadmiral befördert.
Im Oktober 1940 übernahm Inoue die Leitung des Luftfahrtbüros im Marineministerium und reichte in dieser Funktion ein Memorandum zum verstärkten Ausbau der Marinefliegerkräfte zu Lasten des Schlachtschiffbaus ein. Dies führte letztlich zu seiner Versetzung und Ernennung zum Oberbefehlshaber der 4. Flotte im August 1941. Mit dieser war Inoue zu Beginn des Pazifikkriegs von Truk aus am Angriff auf Guam und an der Schlacht um Wake beteiligt. Im Februar 1942 nahmen Einheiten unter seinem Kommando Rabaul auf Neubritannien ein, das der neue Stützpunkt der 4. Flotte wurde. Nach dem Fehlschlag der Operation MO zur Einnahme von Port Moresby aufgrund der Schlacht im Korallenmeer sank Inoues Stern bei seinem vormaligen Fürsprecher und Chef der Kombinierten Flotte, Yamamoto Isoroku. Im Oktober 1942 wurde er abberufen und zum Leiter der Marinehochschule ernannt. Erst im August 1944 ergab sich für ihn eine neue Verwendung, als er Vizeminister für Marinefragen unter Yonai Mitsumasa wurde. In dieser Stellung wurde er im Mai 1945 zum Admiral befördert.
Inoue wurde im Oktober 1945 in die Reserve versetzt und war anschließend als Lehrer für Englisch und Musik in Yokosuka tätig. Er starb 1975 im Alter von 86 Jahren. Seine Grabstätte befindet sich auf dem Friedhof Tama in Fuchū (Präfektur Tokio).